# Miškovci (Derventa, BiH)
Miškovci su naseljeno mjesto u sastavu Grada Dervente, Republika Srpska, BiH.

## Stanovništvo
| Miškovci           |              |              |              |
| godina popisa      | 1991.        | 1981.        | 1971.        |
| Srbi               | 719 (91,94%) | 814 (91,56%) | 860 (95,34%) |
| Hrvati             | 46 (5,88%)   | 41 (4,61%)   | 41 (4,54%)   |
| Muslimani          | 7 (0,89%)    | 0            | 0            |
| Jugoslaveni        | 7 (0,89%)    | 29 (3,26%)   | 0            |
| ostali i nepoznato | 3 (0,38%)    | 5 (0,56%)    | 1 (0,11%)    |
| ukupno             | 782          | 889          | 902          |